# Nageia wallichiana
Genre
Classification phylogénétique
Statut de conservation UICN

 LC  : Préoccupation mineure
Nageia wallichiana est un arbre à feuilles persistantes du genre Nageia, famille des Podocarpaceae.
L'arbre peut atteindre une hauteur de 10 à 54 mètres.
Il se trouve à Brunei, au Cambodge, en Chine, en Inde, en Indonésie, au Laos, en Malaisie, au Myanmar, en Thaïlande et au Vietnam.

## Source de la traduction
- (en) Cet article est partiellement ou en totalité issu de l’article de Wikipédia en anglais intitulé « Nageia wallichiana » (voir la liste des auteurs).